# Hypochniciellum
Hypochniciellum — рід кортиціоїдних грибів родини Atheliaceae. Назва вперше опублікована 1980 року.
Спори грубо еліптичні, жовтуваті та гладкі.
В Україні зустрічається Hypochniciellum ovoideum.